# Герб Измалковского района
Герб Измалковского района является официальным символом Измалковского района Липецкой области. Утверждён решением районного Совета депутатов № 53-рс от 30 июля 2004 года, переутвержден решением Совета депутатов Измалковского района Липецкой области от 31 июля 2019 года № 387-рс.
Герб по геральдическим правилам и канонам относится к полугласным.

## Описание герба (блазон)
В червленом поле обращенная вправо чёрная, с серебряной грудкой, с головой, изображённой спереди золотом, с серебряными глазами ласточка, держащая в чёрном клюве золотой колос, наклоненный вниз, и сидящая на золотом кувшине (без ручек), опоясанном дубовой листвой того же металла.

## Обоснование символики
Около 70 % территории Измалковского района покрыта чернозёмной почвой. Однако из-за частого набега крымских татар с XV до XVIII веков обширная местность с центром у реки Днепра превратилась в Дикое поле. К этому полю относился и современный Измалковский район. С XVII столетия Московское государство пытается закрепиться на данных территориях, начинается строительство Белгородской защитной линии. Прибывшие поселенцы начинают заниматься сельским хозяйством. Это отражено и в символике района: ласточка, держащая в чёрном клюве золотой колос.
В геральдике ласточка считается символом возрождения, весны и плодородия.
Исторически в районе активно развивалось гончарное производство. Уже в XVIII и в начале XIX веков в широкое употребление вошли измалковские горшки, крынки, черепица, кирпич далеко за пределами района. По результатам испытания образцов измалковской глины в минеральной лаборатории Петроградского технологического института оказалось, что измалковская глина, добываемая в районе, обладает очень высокими качествами.
Всё это отразилось в гербовой символике района. Золотой кувшин символизирует ремесленную спецификацию района. Дубовые листья, опоясывающие кувшин, говорят о природных богатствах района.
Красный цвет в геральдике — символ храбрости, мужества, красоты и труда.
Чёрный цвет в геральдике символизирует мудрость, скромность, честность.
Золото — цвет постоянства, богатства, величия, а также это символ богатого урожая.
Серебро — символ простоты, совершенства, мира и взаимного сотрудничества.